# Ironman 70.3
Pour les articles homonymes, voir Iron Man.
L'Ironman 70.3 est une compétition de triathlon dérivée de l'Ironman appelé aussi Half Ironman. L'appellation « 70.3 » vient de la distance totale de la course en miles, soit 113 km qui correspondent à la moitié de la distance d'un Ironman. Les distances à parcourir pour chaque discipline sont de : 1,9 kilomètre de natation, 90 kilomètres de vélo et de 21,1 kilomètres de course à pied. Ce label est la création et la propriété de la World Triathlon Corporation qui organise, depuis 2006, le championnat du monde d'Ironman 70.3.

## Historique
La plus ancienne course de triathlon représentant la moitié de la distance Ironman fut organisée en 1979 par les Navy SEALs de la base navale d'Hawaï, pour encourager les militaires dans la pratique de la discipline et pour les préparer à l'Ironman de l'île américaine. Cette compétition, qui existe toujours en 2015, porte le nom de Superfrog Triathlons.
La première course de distance Half sous la marque Ironman est organisée au Royaume-Uni en 2001. Avant le lancement de la série Ironman 70.3 en 2005, toutes les courses sous ce format portaient le nom de Half Ironman.
Le nombre d'événements de qualification au sein de la série 70.3 n'a cessé d'augmenter depuis 2006, année du premier championnat du monde d'Ironman 70.3, passant de 14 événements à sa création à un total de plus de 670 en 2015. Pour 2015, 89 compétitions Ironman 70.3 sont organisées dans le monde.
La meilleure performance mondiale de la discipline a été réalisée par le Belge Marten Van Riel qui a terminé l'Ironman 70.3 de Dubaï 2022 en 3 h 26 min 6 s.

## Championnat du monde Ironman 70.3
La qualification pour participer au championnat du monde Ironman 70.3 peut être obtenue au travers d'un circuit mondial de compétitions organisées dans une période de douze mois qui précédent le championnat. Celui-ci se déroule chaque année au mois de septembre. Certaines de ces compétitions permettent aussi aux professionnels de marquer des points au KPR (Kona Point Ranking) permettant de se qualifier pour le championnat du monde d'Ironman qui se déroule à Kona dans l'archipel d'Hawaï aux États-Unis.
De sa première année en 2006 jusqu'en 2010, le championnat se déroule à Clearwater, Floride au cours du mois de novembre. En 2011, le championnat change pour Las Vegas et la date est déplacée en septembre. Lake Las Vegas (en) est le site pour la natation. Pour 2014 et les années suivantes le lieu du championnat change tous les ans. Ainsi en 2014, la compétition se déroule à Mont-Tremblant au Québec, Canada
En 2015 c'est la ville de Zell am See en Autriche qui accueille cette édition du championnat du monde, première à se dérouler sur le continent européen. Le triathlète allemand Jan Frodeno s'impose au terme d'une course très disputée. Le champion olympique 2008 sur courte distance, remporte son premier titre majeur sur longue distance. Côté féminin, la Suissesse tenante du titre Daniela Ryf renouvelle sa performance de 2014 en s'imposant pour la deuxième fois en deux participations.
En 2016, la finale des championnats du monde se déroule le 3 septembre à Mooloolaba en Australie et crée quelques belles surprises. L'Australien Timothy Reed dans une course à domicile et la Britannique Holly Lawrence à 26 ans et dans un début de carrière sur longue distance surprennent les favoris et inscrivent leurs noms au prestigieux palmarès.
En 2017, la société Ironman annonce que la finale du championnat du monde 2019 se déroulera à Nice en France. La finale 2017 opère un retour sur le territoire des États-Unis, à Chattanooga dans le Tennessee.

### Palmarès hommes
| Année | Lieu                           | Champion             | Temps           | 2e                | Temps           | 3e                | Temps           |
| ----- | ------------------------------ | -------------------- | --------------- | ----------------- | --------------- | ----------------- | --------------- |
| 2024  | Taupo, Nouvelle-Zélande        | Jelle Geens          | 3 h 32 min 9 s  | Hayden Wilde      | 3 h 33 min 22 s | Léo Bergère       | 3 h 35 min 8 s  |
| 2023  | Lahti, Finlande                | Rico Bogen           | 3 h 32 min 21 s | Frederic Funk     | 3 h 33 min 25 s | Jan Stratmann     | 3 h 34 min 10 s |
| 2022  | Saint George, Utah, USA        | Kristian Blummenfelt | 3 h 37 min 12 s | Ben Kanute        | 3 h 38 min 1 s  | Magnus Ditlev     | 3 h 39 min 52 s |
| 2021  | Saint George, Utah, USA        | Gustav Iden          | 3 h 37 min 13 s | Sam Long          | 3 h 41 min 9 s  | Daniel Baekkegard | 3 h 42 min 22 s |
| 2019  | Nice, France                   | Gustav Iden          | 3 h 52 min 35 s | Alistair Brownlee | 3 h 55 min 19 s | Rodolphe Von Berg | 3 h 55 min 45 s |
| 2018  | Port Elizabeth, Afrique du Sud | Jan Frodeno          | 3 h 36 min 31 s | Alistair Brownlee | 3 h 37 min 42 s | Javier Gómez      | 3 h 38 min 27 s |
| 2017  | Chattanooga, Tennessee, USA    | Javier Gómez         | 3 h 49 min 44 s | Ben Kanute        | 3 h 51 min 6 s  | Tim Don           | 3 h 51 min 59 s |
| 2016  | Mooloolaba, Australie          | Timothy Reed         | 3 h 44 min 14 s | Sebastien Kienle  | 3 h 44 min 16 s | Ruedi Wild        | 3 h 44 min 40 s |
| 2015  | Zell am See-Kaprun, Autriche   | Jan Frodeno          | 3 h 51 min 19 s | Sebastien Kienle  | 3 h 52 min 48 s | Javier Gómez      | 3 h 55 min 5 s  |
| 2014  | Mont-Tremblant, Québec, Canada | Javier Gómez         | 3 h 41 min 30 s | Jan Frodeno       | 3 h 42 min 11 s | Tim Don           | 3 h 44 min 38 s |
| 2013  | Henderson, Nevada, USA         | Sebastian Kienle     | 3 h 54 min 2 s  | Terenzo Bozzone   | 3 h 56 min 6 s  | Joseph Gambles    | 3 h 56 min 55 s |
| 2012  | Henderson, Nevada, USA         | Sebastian Kienle     | 3 h 54 min 35 s | Craig Alexander   | 3 h 55 min 36 s | Bevan Docherty    | 3 h 56 min 25 s |
| 2011  | Henderson, Nevada, USA         | Craig Alexander      | 3 h 54 min 48 s | Chris Lieto       | 3 h 58 min 3 s  | Jeff Symonds      | 3 h 58 min 42 s |
| 2010  | Clearwater, Floride, USA       | Michael Raelert      | 3 h 41 min 19 s | Filip Ospalý      | 3 h 42 min 56 s | Timothy O'Donnell | 3 h 44 min 18 s |
| 2009  | Clearwater, Floride, USA       | Michael Raelert      | 3 h 34 min 4 s  | Daniel Fontana    | 3 h 36 min 44 s | Matthew Reed      | 3 h 37 min 50 s |
| 2008  | Clearwater, Floride, USA       | Terenzo Bozzone      | 3 h 40 min 10 s | Andreas Raelert   | 3 h 40 min 42 s | Richie Cunningham | 3 h 41 min 46 s |
| 2007  | Clearwater, Floride, USA       | Andy Potts           | 3 h 42 min 33 s | Oscar Galíndez    | 3 h 42 min 37 s | Andrew Johns      | 3 h 43 min 11 s |
| 2006  | Clearwater, Floride, USA       | Craig Alexander      | 3 h 45 min 37 s | Simon Lessing     | 3 h 47 min 25 s | Richie Cunningham | 3 h 49 min 17 s |

### Palmarès femmes
| Année | Lieu                           | Championne           | Temps           | 2e                 | Temps           | 3e                  | Temps           |
| ----- | ------------------------------ | -------------------- | --------------- | ------------------ | --------------- | ------------------- | --------------- |
| 2024  | Taupo, Nouvelle-Zélande        | Taylor Knibb         | 3 h 57 min 34 s | Katrina Matthews   | 3 h 58 min 49 s | Ashleigh Gentle     | 4 h 3 min 1 s   |
| 2023  | Lahti, Finlande                | Taylor Knibb         | 3 h 53 min 1 s  | Katrina Matthews   | 3 h 57 min 4 s  | Imogen Simmonds     | 3 h 57 min 55 s |
| 2022  | Saint George, Utah, USA        | Taylor Knibb         | 4 h 3 min 20 s  | Paula Findlay      | 4 h 8 min 57 s  | Emma Pallant-Browne | 4 h 10 min 45 s |
| 2021  | Saint George, Utah, USA        | Lucy Charles-Barclay | 4 h 0 min 19 s  | Jeanni Metzler     | 4 h 8 min 38 s  | Taylor Knibb        | 4 h 8 min 49 s  |
| 2019  | Nice, France                   | Daniela Ryf          | 4 h 23 min 3 s  | Holly Lawrence     | 4 h 27 min 22 s | Imogen Simmonds     | 4 h 28 min 10 s |
| 2018  | Port Elizabeth, Afrique du Sud | Daniela Ryf          | 4 h 8 min 49 s  | Lucy Charles       | 4 h 4 min 58 s  | Anne Haug           | 4 h 7 min 21 s  |
| 2017  | Chattanooga, Tennessee, USA    | Daniela Ryf          | 4 h 11 min 59 s | Emma Pallant       | 4 h 18 min 36 s | Laura Philipp       | 4 h 19 min 40 s |
| 2016  | Mooloolaba, Australie          | Holly Lawrence       | 4 h 9 min 12 s  | Melissa Hauschildt | 4 h 11 min 9 s  | Heather Wurtele     | 4 h 13 min 36 s |
| 2015  | Zell am See-Kaprun, Autriche   | Daniela Ryf          | 4 h 11 min 34 s | Heather Wurtele    | 4 h 23 min 7 s  | Anja Beranek        | 4 h 24 min 10 s |
| 2014  | Mont-Tremblant, Québec, Canada | Daniela Ryf          | 4 h 9 min 19 s  | Jodie Swallow      | 4 h 11 min 43 s | Heather Wurtele     | 4 h 14 min 55 s |
| 2013  | Henderson, Nevada, USA         | Melissa Hauschildt   | 4 h 20 min 7 s  | Heather Jackson    | 4 h 25 min 19 s | Annabel Luxford     | 4 h 25 min 59 s |
| 2012  | Henderson, Nevada, USA         | Leanda Cave          | 4 h 28 min 5 s  | Kelly Williamson   | 4 h 29 min 26 s | Heather Jackson     | 4 h 32 min 32 s |
| 2011  | Henderson, Nevada, USA         | Melissa Rollison     | 4 h 20 min 55 s | Karin Thürig       | 4 h 26 min 52 s | Linsey Corbin       | 4 h 29 min 25 s |
| 2010  | Clearwater, Floride, USA       | Jodie Swallow        | 4 h 6 min 28 s  | Leanda Cave        | 4 h 12 min 34 s | Magali Tisseyre     | 4 h 13 min 4 s  |
| 2009  | Clearwater, Floride, USA       | Julie Dibens         | 3 h 59 min 33 s | Mary Beth Ellis    | 4 h 3 min 49 s  | Magali Tisseyre     | 4 h 5 min 27 s  |
| 2008  | Clearwater, Floride, USA       | Joanna Zeiger        | 4 h 2 min 48 s  | Mary Beth Ellis    | 4 h 4 min 7 s   | Becky Lavelle       | 4 h 7 min 32 s  |
| 2007  | Clearwater, Floride, USA       | Mirinda Carfrae      | 4 h 7 min 25 s  | Samantha McGlone   | 4 h 11 min 29 s | Leanda Cave         | 4 h 12 min 29 s |
| 2006  | Clearwater, Floride, USA       | Samantha McGlone     | 4 h 12 min 58 s | Lisa Bentley       | 4 h 14 min 30 s | Mirinda Carfrae     | 4 h 16 min 44 s |

### Classements par nation
| Rang | Nation           | 1er | 2e | 3e | Total |
| ---- | ---------------- | --- | -- | -- | ----- |
| 1    | Allemagne        | 7   | 5  | 1  | 13    |
| 2    | Australie        | 3   | 1  | 3  | 7     |
| 3    | Norvège          | 3   |    |    | 3     |
| 4    | Espagne          | 2   |    | 2  | 4     |
| 5    | États-Unis       | 1   | 4  | 3  | 8     |
| 6    | Nouvelle-Zélande | 1   | 2  | 1  | 4     |
| 7    | Belgique         | 1   |    |    | 1     |
| 8    | Royaume-Uni      |     | 3  | 3  | 6     |
| 9    | Argentine        |     | 1  |    | 1     |
| 9    | Italie           |     | 1  |    | 1     |
| 9    | Tchéquie         |     | 1  |    | 1     |
| 12   | Danemark         |     |    | 2  | 2     |
| 13   | Canada           |     |    | 1  | 1     |
| 13   | France           |     |    | 1  | 1     |
| 13   | Suisse           |     |    | 1  | 1     |

| Rang | Nation         | 1re | 2e | 3e | Total |
| ---- | -------------- | --- | -- | -- | ----- |
| 1    | Royaume-Uni    | 5   | 7  | 2  | 14    |
| 2    | Suisse         | 5   | 1  | 2  | 8     |
| 3    | États-Unis     | 4   | 4  | 4  | 12    |
| 4    | Australie      | 3   | 1  | 3  | 7     |
| 5    | Canada         | 1   | 4  | 4  | 9     |
| 6    | Afrique du Sud |     | 1  |    | 1     |
| 7    | Allemagne      |     |    | 3  | 3     |